# Tsuyoi Kizuna
«Tsuyoi Kizuna» (強いキズナ?) es un libro de fotos lanzado el 25 de abril del 2004 por la cantante y idol japonés Ami Suzuki. El libro que contenía fotografías tomadas a Ami desde Zama, su pueblo natal, también contuvo un sencillo.

## Detalles
Este fue el primer trabajo de Ami lanzado como 鈴木亜美, su verdadero nombre en caracteres Kanji. No forma parte de la lista oficial de sencillos ya que originalmente no es uno de ellos: sólo es un CD que incluía el libro de fotos que lanzó Ami con el mismo nombre. Se grabó un video musical de la canción con imágenes de la sesión de fotos para el libro, pero la promoción no fue para nada masiva en ningún modo.
Tampoco fue considerado por Oricon dentro de sus listas de singles, por lo que no se sabe su posición exacta dentro de los sencillos más vendidos, aunque si se tiene registro de que vendió más de 200 mil copias y fue el libro no-literario n.º 1 en ventas de Japón por algún tiempo. A pesar de que los temas presentes en este disco no han sido incluidos en ningún álbum, Ami si interpretó el tema dentro de su gira de finales del 2005 llamada "SUZUKI AMI AROUND THE WORLD ~LIVE HOUSE TOUR 2005~", donde incluso rompió en llanto mientras la interpretaba en una de las locaciones. Su traducción sería "Lazos Fuertes", y tiene los tres tipos de escritura japonesa incluida (kanji, hiragana y katakana).

## Canciones
1. «Tsuyoi Kizuna» (強いキズナ?)
2. «Cinderella Story» (シンデレラストーリー?)
3. «Tsuyoi Kizuna» (強いキズナ?) (Back Track)
4. «Cinderella Story» (シンデレラストーリー?) (Back Track)

- Datos: Q781468